# Oliver Hudson Kelley
Oliver Hudson Kelley (7 janvier 1826 - 20 janvier 1913) est un agriculteur et activiste américain du XIXe siècle qui est l'un des principaux fondateurs du mouvement agrarien américain de La Grange aux États-Unis.

## Biographie
Oliver Hudson Kelley est né à Boston, puis est parti travailler sur la « frontière sauvage » des États-Unis, dans le Minnesota en 1849, où il devient un fermier. En 1864, il obtient un poste de commis au bureau d'agriculture des États-Unis et parcourt l'Est et le Sud des États-Unis à la suite de la guerre civile américaine. Il ressent un grand besoin de rassembler les paysans et leurs familles pour reconstruire les États-Unis telle qu'il l'a connu autrefois, et pense qu'une organisation de la force fraternelle répondrait le mieux aux besoins des familles agricoles.
En voyageant à travers le pays, Kelley construit des partenariats qui se développent. Le 15 novembre 1867, il jette les bases d'une organisation militant pour le soutien de l'agriculture américaine à travers le mouvement agrarien américain de La Grange, dont il est le premier secrétaire jusqu'à sa démission en 1878. Le mouvement coopératif a voulu s'appeler « La Grange » du nom de leurs lieux de réunion, car c'est une société secrète. 
Les autres fondateurs de « La Grange » sont William Saunders (en), Francis Marion McDowell (en), John Trimble (en), Aaron B. Grosh (en), John R. Thompson (en), William M. Ireland (en), et la nièce de Kelley Caroline A. Hall (en). Ils veulent combattre les tarifs élevés des compagnies ferroviaires, les fermiers ayant notamment été rapidement ruinés par les prix des transports de céréales.
L'activisme politique de la Grange donne lieu à une série de lois connues sous le nom de « Granger Laws »  pour résoudre les problèmes des chemins de fer et des entrepôts, dans « l'intérêt public ». Ces lois ont été adoptées dans cinq États du Midwest. Dans les décennies suivantes, les politiciens s'inspirent des lois elles-mêmes inspirées par les « Grangers » et créent des contrôles sur de nombreuses industries, allant de la viande à la drogue, affirmant que les réglementations gouvernementales est essentielles pour protéger les intérêts de tous, pas seulement les agriculteurs. La Grange joue également un rôle clé dans la création de l’Interstate Commerce Act de 1887, qui prévoit la première réglementation fédérale des chemins de fer pour contrôler les tarifs de transport.
Kelley a été intronisé au Centre national de l'agriculture et au Temple de la renommée le 27 octobre 2006. Le Homestead Oliver H. Kelley à Elk River, Minnesota, est entretenu par la Minnesota Historical Society comme une ferme-musée, avec des interprètes donnant aux gens un aperçu de ce que fut la vie de Kelley à la ferme sur la frontière des années 1850.